# Byredo
Byredo est une entreprise suédoise qui produit des parfums, des articles de maroquinerie et des accessoires,. Byredo est un mot-valise de « By Redolence ». Le mot anglais redolence signifie rébellion. Elle a été fondée à Stockholm en 2006 par Ben Gorham,. Sa première collection de sacs à main et autres accessoires est lancée à la Fashion Week de Paris en septembre 2017.

## Histoire
En 2013, Ben Gorham vend une participation majoritaire de son entreprise à la société londonienne d'investissement Manzanita Capital,. Cette société investit dans Diptyque et Malin + Goetz, et possède également Space NK. En mai 2022, Puig a acquis une participation majoritaire dans Byredo. En novembre 2023, Byredo lance sa première collection de joaillerie.

## Collaborations
Le parfumeur Jérôme Epinette créé quelques parfums pour la marque Byredo . En 2016, Byredo a collaboré avec les photographes Inez et Vinoodh sur un parfum nommé « 1996 »,
En 2018, Byredo collabore avec Virgil Abloh d'Off-White sur un parfum nommé « Elevator Music ».
Byredo collabore également avec IKEA sur un parfum d’intérieur  , – en lançant la collection de bougies OSYNLIG en 2020. En 2021, Byredo a lancé le parfum Space Rage en partenariat avec le chanteur Travis Scott.
En mars 2022, Ben Ghoram (Byredo) et Isamaya Ffrench s'associent pour lancer ensemble leur première collection de maquillage.

## Parfums
Liste non-exhaustive
- Desert Dawn.
- Blanche
- Mojave Ghost
- Bal d'Afrique
- Gypsy Water
- Rose Of No Man's Land
- Casablanca Lily
- Rouge chaotique
- Sellier

## Galerie

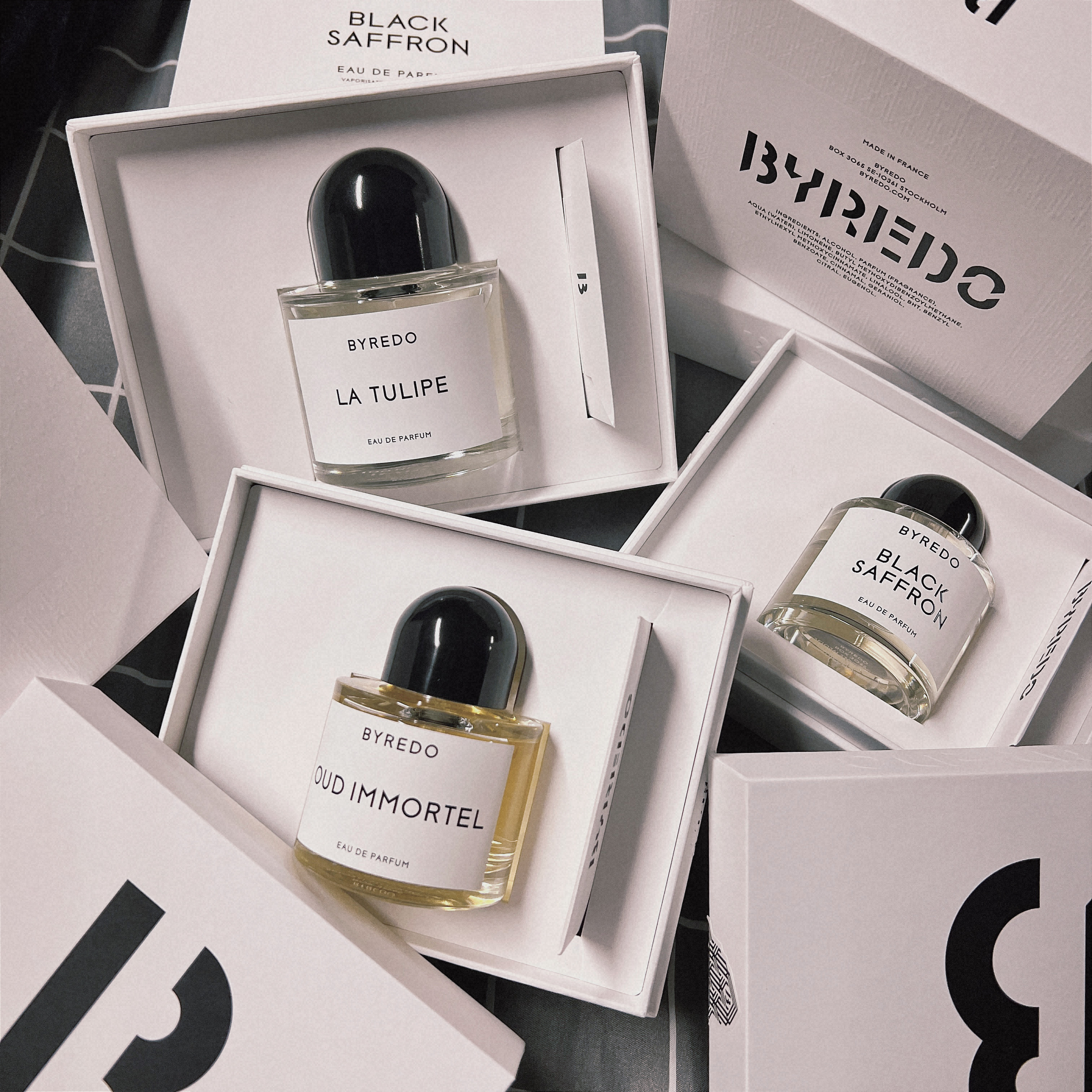
Parfums
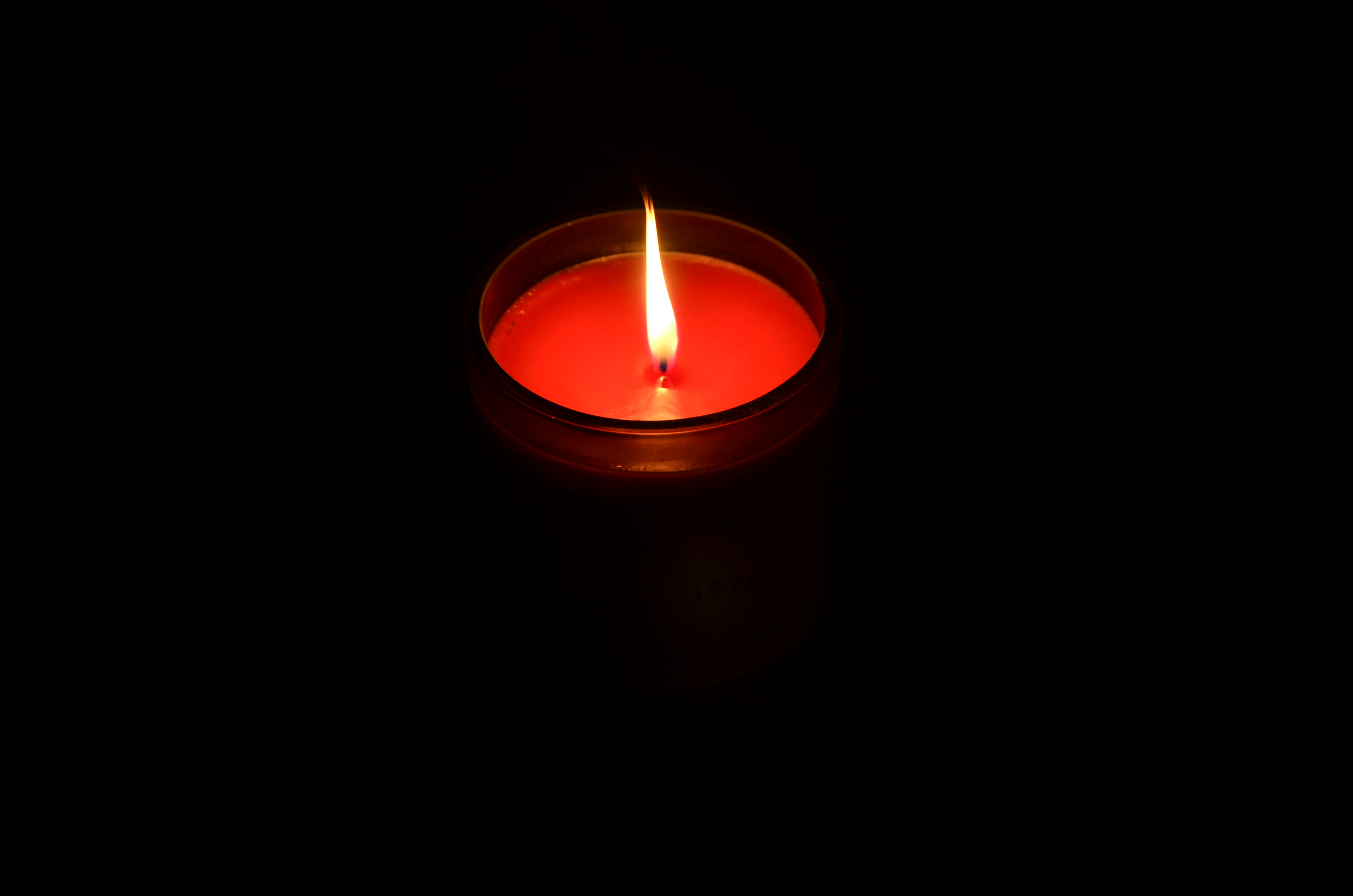
Bougie
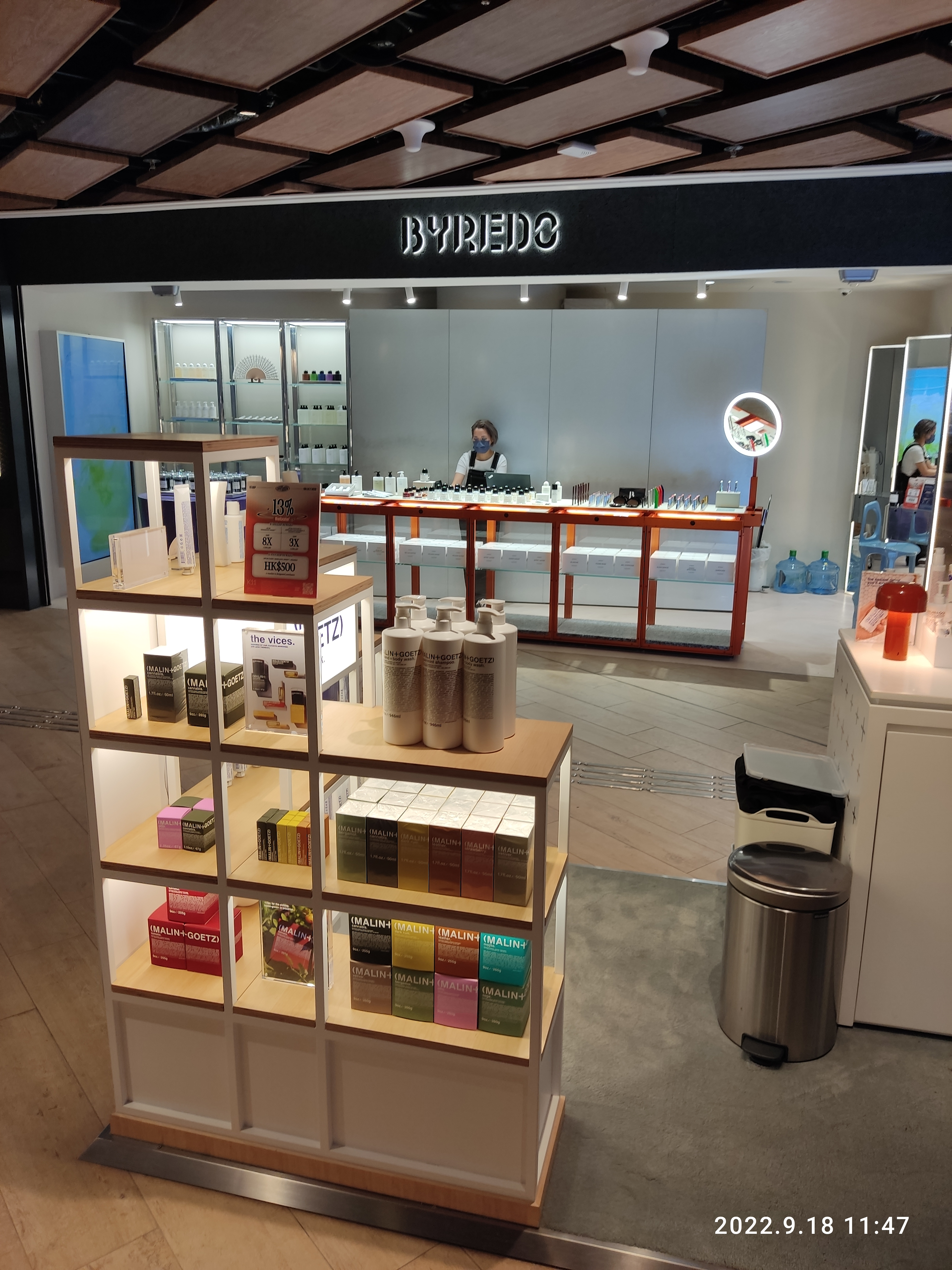
Boutique
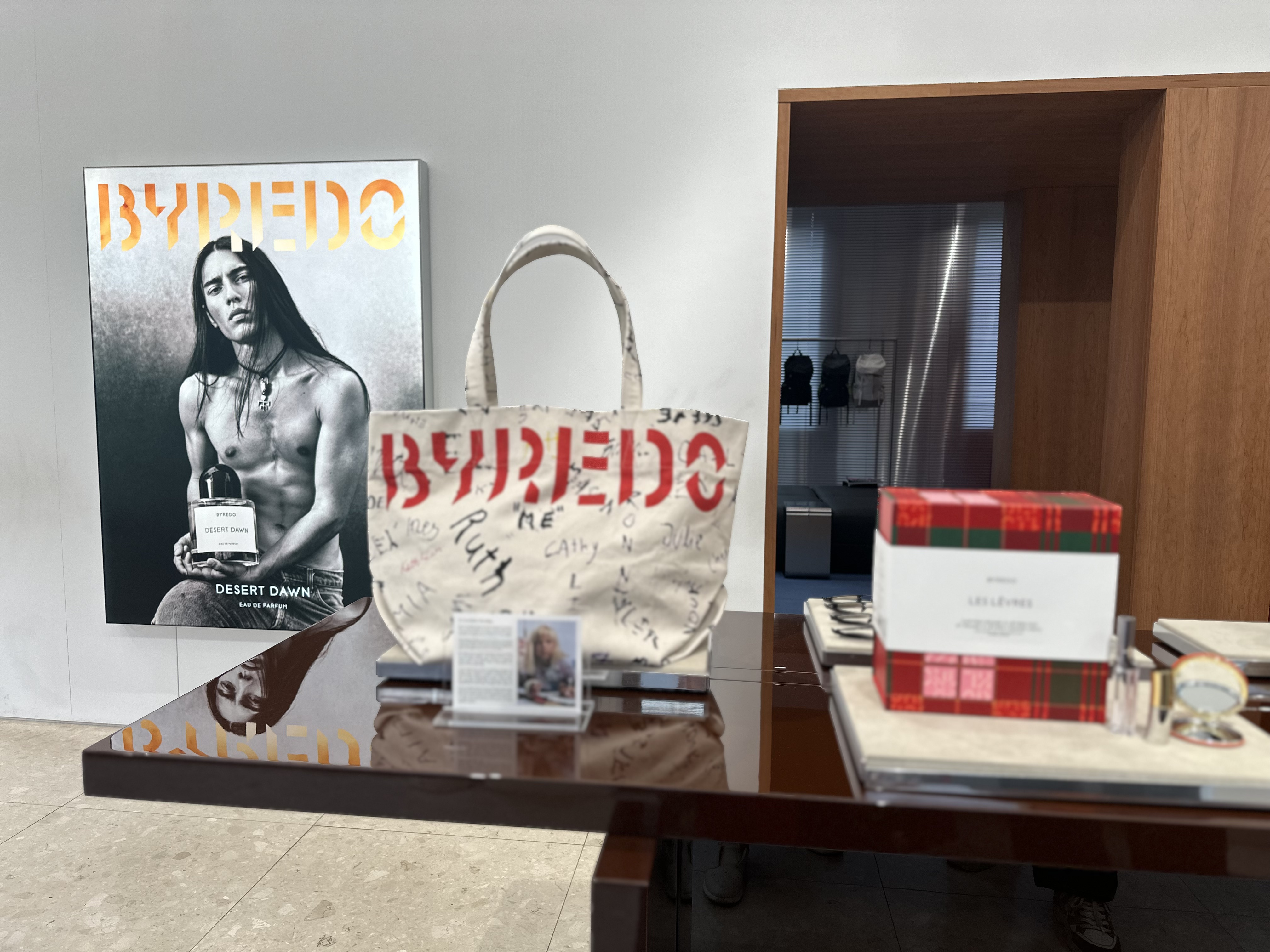
Sac et maquillage
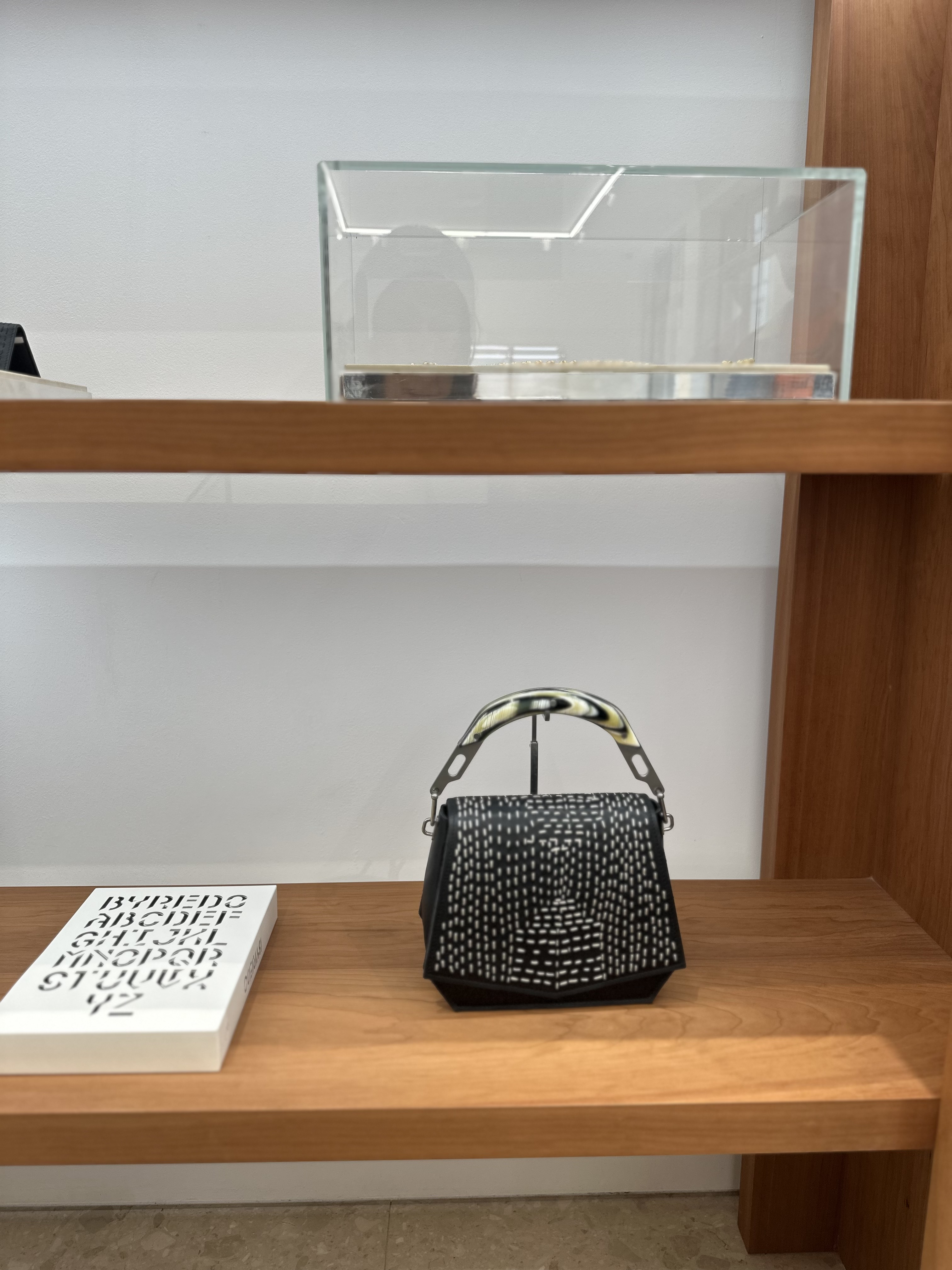
Bijoux et sac
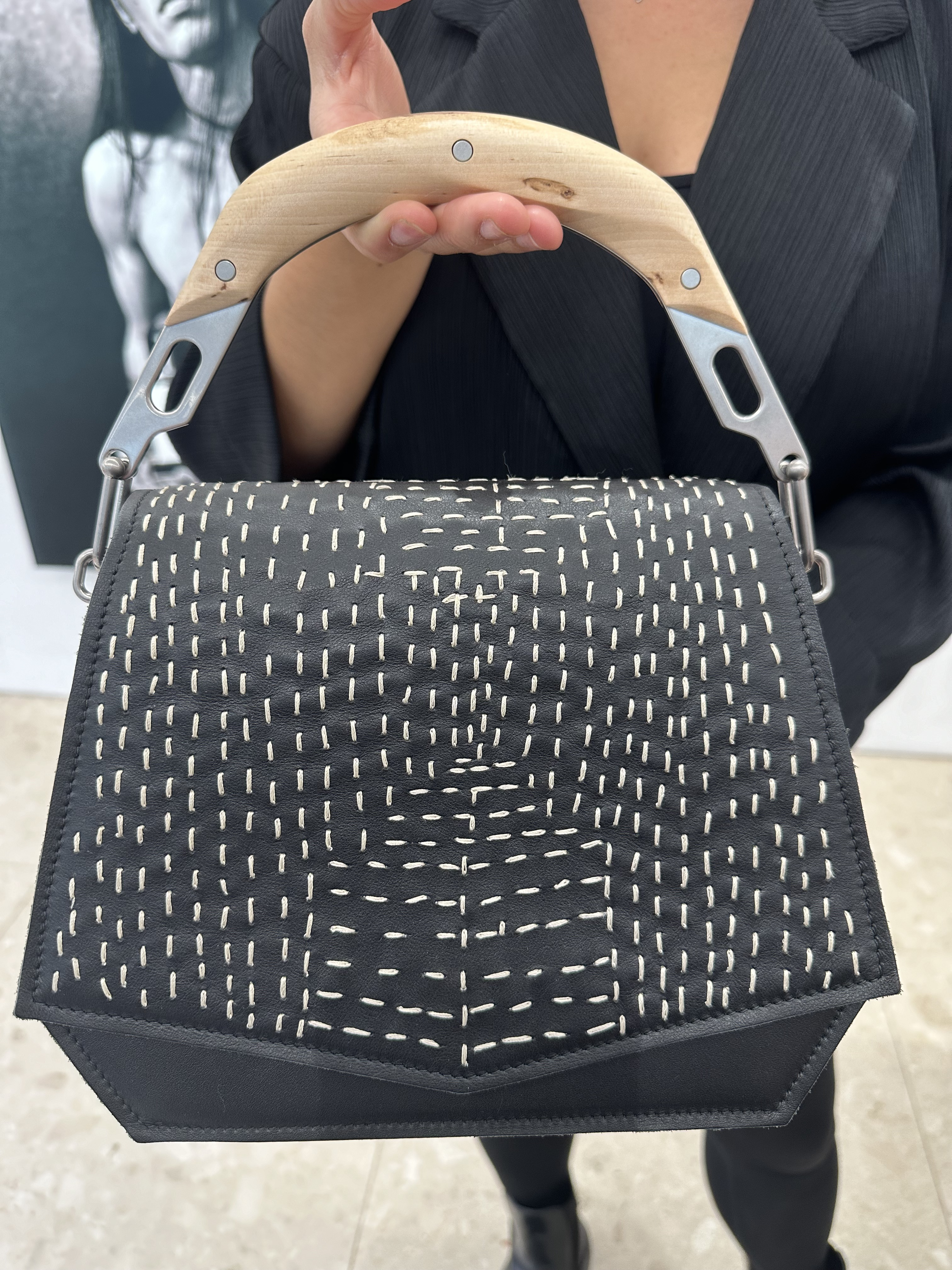
Sac